# Chevelle
Chevelle – amerykański zespół grający metal alternatywny i hard rock.

## Historia

### Początek
Zespół został założony w 1994 roku przez dwóch braci Pete’a i Sama (w 1996 roku dołączył trzeci z braci – Joe, który w 2005 roku został zastąpiony przez szwagra Deana). Nazwa zespołu pochodzi od ulubionego samochodu ich ojca (Chevrolet Chevelle).

### Point #1
Współpracując z inżynierem dźwięku Steve’em Albinim, Chevelle wydał swój debiutancki album Point #1 przy pomocy wytwórni Steve’a Taylora Squint Entertainment w maju 1999 roku. Album był skrytykowany za powtarzalną strukturę piosenek, ale pomimo tego został dobrze przyjęty. Tytułowa piosenka „Point #1” i „Mia” zostały wydane jako single i stworzono do nich teledyski. Oprócz tego, oba single otrzymały nagrodę Dove Award w kategorii: „Hard Music Song”: „Mia” w 2000 roku i „Point #1” w 2001 roku a sam album został nagrodzony w kategorii „Hard Music Album” w 2000 roku.

### Wonder What’s Next
W 2002 roku zespół odszedł od starej wytwórni. Grupa postanowiła dołączyć do Epic Records po usłyszeniu albumu L.D. 50 zespołu Mudvayne. Album Wonder What's Next został wydany w 2002 roku. Single „The Red”, „Closure” i „Send the Pain Below” zagościły na wysokich pozycjach różnych rockowych toplist. Album pokrył się platyną (ponad 1.000.000 sprzedanych kopii) w czerwcu. Sukces zespołu zaowocował występem na Ozzfeście i trasą koncertową z Audioslave po Europie.

### This Type of Thinking (Could Do Us In)
Trzeci album This Type of Thinking (Could Do Us In) we wrześniu 2004 roku i przyniósł po raz kolejny trzy hitowe single: „Vitamin R (Leading Us Along)”, „The Clincher” i „Panic Prone”. Piosenka „Vitamin R (Leading Us Along)” dotarła na pierwsze miejsce toplisty Mainstream Rock Chart i była bardzo często puszczana w MTV i MTV2. Piosenka „The Clincher” pojawiła się w grze Madden NFL 2005. Album okazał się kolejnym sukcesem i pokrył się złotem (ponad 500.000 sprzedanych kopii). Zespół promował album na trasie koncertowej z zespołami: Taproot i 30 Seconds to Mars. Chevelle zakończyło rok na trasie koncertowej supportując zespół Nickelback.

### Vena Sera
Czwarty album Vena Sera został wydany 3 kwietnia 2007 roku i sprzedał się w 62.000 kopiach w ciągu pierwszego tygodnia, debiutując na 12. miejscu listy Billboard Hot 200 Albums. Pierwszy singel „Well Enough Alone” osiągnął umiarkowany sukces w rozgłośniach radiowych. Jednak teledysk do tego singla pojawiał się często na MTV i MTV2. Chevelle podróżowało z Evanescence, Finger Eleven i Strata od marca do kwietnia 2007 roku. Pod koniec czerwca Vena Sera sprzedaje się w ponad 160.000 kopiach i zespół wypuszcza drugi singel „I Get It”. Lipiec zespół spędza na trasie koncertowej w Australii poprzedzając występy grupy The Butterfly Effect.

### Sci-Fi Crimes
23 czerwca 2009 roku ukazał się pierwszy singel z tego albumu, „Jars”. Album został wydany 1 września 2009.

## Aktualni członkowie
- Pete Loeffler – śpiew, gitara (1994 – nadal)
- Sam Loeffler – perkusja (1994 – nadal)
- Dean Bernardini – gitara basowa (2005 – nadal)

### Byli członkowie
- Matt Scott – gitara basowa (1994–1996)
- Joe Loeffler – gitara basowa (1996–2005)
- Geno Lenardo – gitara basowa (2005)

## Dyskografia
- Point #1 (1999)
- Wonder What's Next (2002)
- This Type of Thinking (Could Do Us In) (2004)
- Vena Sera (2007)
- Sci-Fi Crimes (2009)
- Hats Off to the Bull (2011)
- La Gárgola (2014)
- The North Corridor (2016)
- Niratias (2021)